# Тетрабромметан
Тетрабромметан (бромид углерода(IV), CBr4) — органическое вещество, соединение брома и углерода. Является бромидом углерода со степенью окисления +4. Оба названия приемлемы в соответствии с номенклатурой IUPAC. Тетрабромид углерода представляет собой белые кристаллы. Обладает коррозионным действием. Ядовит. Может проявлять наркотические свойства, раздражает кожу и слизистые оболочки.

## Свойства
Физические свойства
Тетрабромметан представляет собой бесцветное невоспламеняющееся твердое вещество с температурой плавления 90,1 ° С, которое находится в форме моноклинных кристаллов при комнатной температуре. Температура кипения составляет 189,5°С. Тетрабромметан практически нерастворим в воде и очень легко растворяется в неполярных растворителях, таких как хлороформ или толуол.
Из-за сферической формы молекулы CBr4 тетрабромметан имеет чрезвычайно высокую криоскопическую константу. Это означает, что вещества, растворенные в CBr4, вызывают значительное понижение температуры плавления. Поэтому он очень хорошо подходит в качестве растворителя для метода определения молекулярной массы по Раст. Криоскопическая константа составляет 80 К· кг· моль−1.
Тетрабромметан является полиморфным и встречается в двух модификациях (α- и β-модификации), которые превращаются друг в друга при 46,9 °C.
Энергия связи с С-Br составляет 235 кДж· моль−1.
Благодаря высокосимметричной тетраэдрической структуре дипольный момент равен 0 Дебая . Критическая температура составляет 439°С (712 К) при критическом давлении 4,26 МПа. Согласно другому источнику, критическая температура составляет 724,8 К (451,65°С), а критическое давление составляет 96,3 бар, что соответствует 9,63 МПа.
Химические свойства
Тетрабромметан значительно менее стабилен, чем два более легких тетрагалогенметана, тетрафторметан и тетрахлорметан. Он довольно легко отщепляет атом брома, поэтому его можно использовать в качестве мягкого бромирующего агента.

## Применение
В сочетании с трифенилфосфином CBr4 используется в так называемой реакции Аппеля для превращения спиртов в алкилбромиды.
Благодаря высокой плотности в расплавленном состоянии тетрабромметан может использоваться в качестве тяжелой жидкости для разделения минералов.
Имеются также данные, что тетрабромид углерода, несмотря на возможную токсичность для человека, используется в медицине в качестве седативного средства.

## Биологическое действие и безопасность
Тетрабромметан высокотоксичен. ЛД50 для крыс при оральном введении составляет 50-130 мг/кг.
Предельно допустимая концентрация тетрабромметана в воздухе рабочей зоны составляет 0,2 мг/м³ в соответствии с ГОСТ 12.1.005-76.
По ГОСТ 12.1.007-76 тетрабромид углерода относится к веществам 2-го класса опасности.